# Japanese domestic market

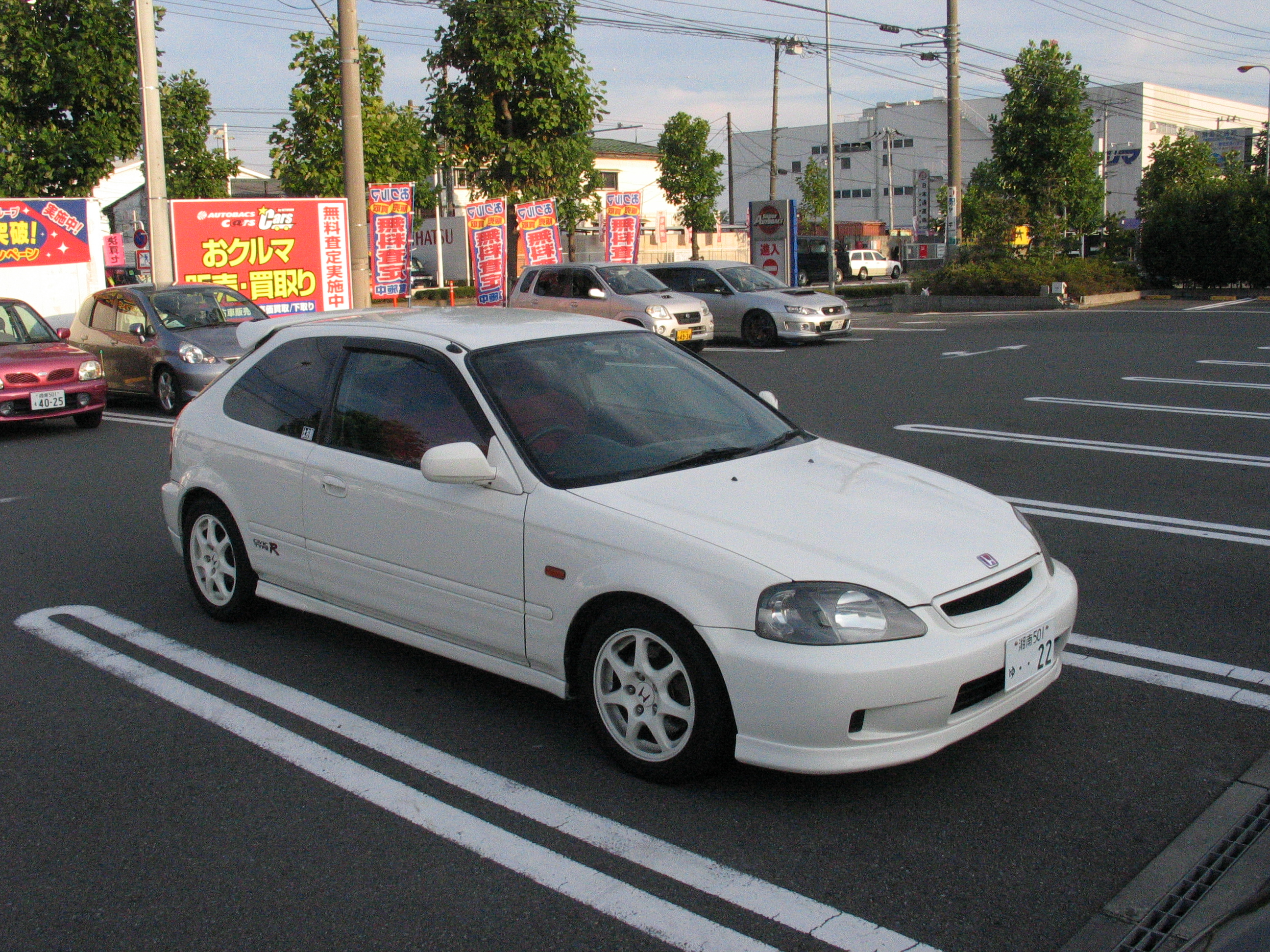
Honda Civic Type-R EK9, vendido únicamente en el mercado japonés

El japanese domestic market (JDM, en español: mercado interno japonés) es el término es utilizado por las empresas en Japón para referirse al mercado de bienes locales y servicios nacionales, en comparación con el mercado internacional. Dentro del mundo de la importación de automóviles, este término se refiere generalmente a los automóviles japoneses de la misma marca y refacciones diseñadas y fabricadas para ajustarse a los vehículos japoneses y regulaciones de equipamiento, según las preferencias del mercado japonés.
Estos son exportados a otros países a través del comercio ordinario del mercado gris. Los coches JDM estaban limitados por el llamado "acuerdo de caballeros" entre los fabricantes a 280 CV (276 HP; 206 kW) en 1988 y una velocidad máxima de 180 a 190 km/h (112 a 118 mph) desde finales de 1970, ambas impuestas por la Japan Automobile Manufacturers Association (JAMA), debido principalmente a problemas de seguridad; y el segundo debido a las preocupaciones con respecto a las pandillas Bōsōzoku. El límite de potencia cedió en 2004. Sin embargo, el límite de velocidad de 180 a 190 km/h (112 a 118 mph) se mantiene, dependiendo de la marca y el modelo de vehículo. Muchos coches deportivos JDM tienen velocímetros que solamente llegan hasta 180 km/h (112 mph), aunque el coche sería capaz de alcanzar velocidades mucho mayores, si no fuera por el limitador que incorporan.
Los vehículos JDM normalmente tienen características y equipamiento distintos de los vehículos vendidos en otros lugares. Por ejemplo: Honda ha producido muchas versiones diferentes de los motores B18C1, B16A y K20A para los distintos mercados mundiales. Esto se debe a los límites de emisión de gases en los diferentes países.
Los vehículos construidos con la distinción JDM, pueden tener más rígidas las suspensiones y la respuesta del acelerador mejorada en los vehículos fabricados para diferentes mercados, debido a los diferentes estilos de conducción y tipos de carreteras. En Estados Unidos cuentan con largas autopistas, donde una marcha más suave sería más cómoda, mientras que las carreteras de Japón son cortas y con muchas curvas, donde se desea una suspensión más rígida para obtener mejor maniobrabilidad. Para los mercados de Europa y Estados Unidos se fabrican diferentes versiones o paquetes, algunas características pueden ser retiradas a fin de mantenerse por debajo de un precio justo determinado para el coche, como el uso de una suspensión trasera convencional en lugar de una suspensión de doble horquilla y la ausencia de dispositivos electrónicos como el AYC (del inglés Active Yaw Control o sistema activo de derrape). Por otra parte, la potencia de los coches deportivos JDM en ocasiones se reduce debido a las normas de emisiones de gases más estrictas que hay establecidas en otros países.
Hay riesgos de seguridad asociados con el uso de faros JDM en los países donde el tráfico fluye a lo largo del lado derecho de la carretera, porque los faros JDM están diseñados para circular por el lado izquierdo de la carretera. Por lo tanto, el uso de faros JDM circulando por el lado derecho de la carretera puede cegar a los conductores del lado contrario y provocar un accidente.
La autorización para importar coches JDM a los Estados Unidos de América no es libre, sino que debe ser aprobado por la NHTSA y, a continuación, realizar una prueba de emisión de gases del vehículo controlado por la Agencia de Protección Ambiental de los Estados Unidos (EPA). Después de esto el coche recibe una pegatina de aprobación y luego se puede registrar con un número de chasis (VIN) estadounidense. Este procedimiento no es necesario si el coche en cuestión ya está en la lista aprobada por la NHTSA de los vehículos de importación o similares que ya han sido probados y comprobados en caso de accidente, por parte del Departamento de Transporte (DOT). 
Los coches que se venden en Estados Unidos tienen un código VIN de 17 dígitos, mientras que los coches japoneses tienen un código VIN de 10 dígitos. Un problema bastante común al intercambiar sus vehículos USDM (17 dígitos de código VIN) por vehículos JDM (10 dígitos de código VIN). Este proceso va contra la ley federal y es un delito grave.
Algunas de las marcas que siguen el pacto del JDM son: Honda, Suzuki, Nissan, Mazda, Toyota, Subaru y Mitsubishi Motors.[cita requerida]